# Panionios BC
El Panionios BC (griego: Πανιώνιος) es la sección de baloncesto de la sociedad polideportiva griega Panionios que tiene su sede en Nea Smyrni, Atenas, y que participa en la A1 Ethniki, la primera división griega. Es la sección de baloncesto del Panionios NFC, club que fue fundado en 1890, datando esta sección de 1919. Juega en la A1 Ethniki desde 1982. Su mayor logro fue ganar la Copa de Grecia en 1991, derrotando al PAOK Salónica BC por 73-70. En 2008 compite también en la Copa ULEB.

## Palmarés
- Campeón de la Copa de baloncesto de Grecia (1991)
- Subcampeón de la Copa (1977 y 1995)
- Subcampeón de Liga (1987)

## Jugadores históricos
- Jure Zdovc
- P.J. Brown
- Theodoros Papaloukas
- Panagiotis Giannakis
- Fanis Christodoulou
- Žarko Paspalj
- Slobodan Janković